# Splošna plinska konstanta
Splôšna plínska konstánta (označbe {\displaystyle R\,}, {\displaystyle R_{m}\,} in {\displaystyle R_{M}\,}, redkeje {\displaystyle R_{a}\,}, {\displaystyle R_{u}\,}, {\displaystyle R^{n}} ali {\displaystyle R^{*}\,}) je v fiziki konstanta, ki nastopa v splošni plinski enačbi (enačbi stanja za idealni plin):
{\displaystyle pV=nRT\!\,,}
pa tudi v drugih enačbah, na primer v enačbi za Nernstov potencial.
Pokaže se, da je {\displaystyle R\,} enaka za katerikoli idealni plin. Realne pline se lahko približno obravnava kot idealni plin, če so razredčeni.
Številčna vrednost splošne plinske konstante je enaka absolutnemu delu, ki ga je opravil 1 mol idealnega plina pri izobarnem razširjanju, če se je temperatura spremenila za 1 K. Izmerjena in priporočena vrednost splošne plinske konstante je:
{\displaystyle R=8,314\,4598(48)~{\frac {\mathrm {J} }{\mathrm {K} \cdot \mathrm {mol} }}\!\,.}
Številki v okroglih oklepajih pomenita merilno negotovost (standardno deviacijo) na zadnjih dveh mestih vrednosti. Relativna merilna negotovost je 9,1×10−7. Nekateri so predlagali, da bi se simbol {\displaystyle R\,} imenoval Regnaultova konstanta v čast francoskega fizika in kemika Henriju Victorju Regnaultu, katerega točni eksperimentalni podatki so služili za izračun zgodnje vrednosti konstante. Točni razlog za izvirno predstavitev konstante s črko {\displaystyle R\,} pa je dvomljiv.
Včasih splošno plinsko konstanto imenujejo konstanta Mendelejeva po ruskem kemiku Dimitriju Ivanoviču Mendelejevu.
Razmerje med splošno plinsko konstanto in Avogadrovim številom je Boltzmannova konstanta:
{\displaystyle k_{\rm {B}}={\frac {R}{N_{\rm {A}}}}\!\,,}
tako da ima splošna plinska enačba obliko:
{\displaystyle pV=Nk_{\rm {B}}T\!\,}
kjer je {\displaystyle N=nN_{\rm {A}}} število delcev, {\displaystyle n\,} pa množina snovi.
Splošna plinska konstanta je molska količina in se je ne sme zamenjevati s (specifično, individualno) plinsko konstanto (tudi večkrat označeno z {\displaystyle R\,}, še posebej v tehniki, in {\displaystyle r}, {\displaystyle R_{s}}, {\displaystyle {\bar {R}}} ali {\displaystyle R_{\nu }}), ki je različna za vsak plin posebej, ter določena kot razmerje med splošno plinsko konstanto in molsko maso {\displaystyle M\,}:
{\displaystyle r={\frac {R}{M}}\!\,.}
Splošno plinsko konstanto je uvedel leta 1874 Mendelejev. Njen številski pomen je uvidel v Clapeyronovi enačbi za 1 kilomol plina, za katerega velja Avogadrov zakon, in po katerem ima kilomol katerega koli plina {\displaystyle N_{\rm {A}}\,} molekul. Kilomol katerega koli idealnega plina ima pri enakem tlaku in temperaturi enako prostornino. Pri temperaturi 273,15 K in tlaku 1013,25 mbar je prostornina enaka:
{\displaystyle V_{km}=22,4138\ {\hbox{m}}^{3}\!\,.}

## Merjenje
Do leta 2006 so najbolj točno izmerili {\displaystyle R\,} s hitrostjo zvoka {\displaystyle c_{\rm {a}}(p,T)\,} v argonu pri temperaturi {\displaystyle T\,} trojne točke vode (uporabljeno za definicijo kelvina) pri različnih tlakih {\displaystyle p\,} in z ekstrapolacijo meje pri ničelnem tlaku {\displaystyle c_{\rm {a}}(0,T)\,}. Vrednost {\displaystyle R\,} se na ta način dobi iz zveze:
{\displaystyle c_{\rm {a}}^{2}(0,T)={\frac {\gamma _{0}RT}{A_{\rm {r}}(\mathrm {Ar} )M_{\rm {u}}}}\!\,,}
kjer je:
- {\displaystyle \gamma _{0}\,} adiabatni eksponent za idealne pline (5/3 za enoatomne pline kot je argon),
- {\displaystyle T\,} temperatura, temperatura trojne točke vode {\displaystyle T_{\rm {TTV}}=273,16\,\mathrm {K} \,} po definiciji kelvina,
- {\displaystyle A_{\rm {r}}(\mathrm {Ar} )\,} relativna atomska masa argona,
- {\displaystyle M_{\rm {u}}=10^{-3}\,\mathrm {kg} /\mathrm {mol} \,}.[4]